# ۱۰۱ (عدد)
۱۰۱ (عدد)
۱۰۱(صد و یک) یک عدد طبیعی است که پس از ۱۰۰ و پیش از ۱۰۲ قرار دارد.